# Stichting Molens in bedrijf
De Stichting Molens in bedrijf is een Nederlandse molenstichting, die is gevestigd in Woudsend in de Nederlandse provincie Friesland.

## Beschrijving
De Stichting Molens in bedrijf werd opgericht in 2001, met als doel de verspreiding en instandhouding van kennis over molens en het molenbedrijf in de Friese Zuidwesthoek. De stichting heeft in Woudsend een Molen Informatie Centrum, waar uitleg wordt gegeven over verschillende molens in dit gebied en hun geschiedenis. Verder wil ze moleneigenaars en molenaars in de streek gelegenheid bieden om contact met elkaar te onderhouden. Om molenbezoek te bevorderen, organiseert de stichting regelmatig excursies naar molens in Zuidwest-Friesland.